# Luca Vanneschi
Luca Vanneschi (* 1962 in Montepulciano) ist ein italienischer Komponist.
Vanneschi studierte Flöte am Morlacchi-Konservatorium bei Roberto Fabbriciani. Daran schloss sich ein Kompositionsstudium bei Detlev Glanert, Carlo Alberto Neri, David Graham und Dinu Ghezzo an. Er komponierte Orchesterwerke, Kammermusik und Werke für Soloinstrumente sowie Schauspielmusiken und Musiken für Fernseh- und Rundfunksendungen. Seit 1991 komponiert er die Musiken für die Aufführungen der Compagnia del Teatro Povero di Monticchiello. Seine Werke wurden international aufgeführt und im Rundfunk gesendet und mit zahlreichen Preisen ausgezeichnet. 2002 wurde er Fellow der North American Academy of Arts and Sciences.